# Anja Smolders
Pour les articles homonymes, voir Smolders.
Anja Smolders, née le 2 juin 1973 à Duffel (Belgique), est une ancienne athlète belge spécialisée dans le cross-country.